# Jeremy Suarez
Jeremy Suarez (Burbank, 6 luglio 1990) è un attore e doppiatore statunitense.
Ha debuttato nel cinema a 6 anni con il film Jerry Maguire ed ha in seguito preso parte in altri produzioni per il cinema e la televisione.
Ha lavorato anche come doppiatore in vari film d'animazione tra i quali Koda, fratello orso.

## Filmografia

### Attore

#### Cinema
- Jerry Maguire, regia di Cameron Crowe (1996)
- Delitto imperfetto (Susan's Plan), regia di John Landis (1998)
- Ladykillers, regia di Joel ed Ethan Coen (2004)
- Il mio grasso grosso amico Albert (Fat Albert), regia di Joel Zwick (2004)
- Angry Video Game Nerd: The Movie, regia di Kevin Finn e James Rolfe (2014)

#### Televisione
- Chicago Hope – serie TV, 6 episodi (1996-1998)
- The Wayans Bros. – serie TV, episodio 4x13 (1998)
- Beverly Hills, 90210 – serie TV, episodio 9x22 (1999)
- MADtv – sketch comedy, episodio 5x23 (2000)
- The Bernie Mac Show – serie TV, 104 episodi (2001-2006)

### Doppiatore
- Alla ricerca della Valle Incantata 8 - Avventura tra i ghiacci (The Land Before Time VIII: The Big Freeze), regia di Charles Grosvenor (2001)
- Il pianeta del tesoro (Treasure Planet), regia di John Musker e Ron Clements (2002)
- Koda, fratello orso (Brother Bear), regia di Aaron Blaise e Robert Walker (2003)
- Koda, fratello orso 2 (Brother Bear 2), regia di Benjamin Gluck (2006)

## Doppiatori italiani
Nelle versioni in italiano delle opere in cui ha recitato, Jeremy Suarez è stato doppiato da:
- Stefano De Filippis in Jerry Maguire

Da doppiatore è sostituito da:
- Alex Polidori in Koda, fratello orso, Koda, fratello orso 2
- Davide Garbolino in Zambezia